# Nice-7 (tổng)
Tổng Nice-7 là một tổng của Pháp. Tổng này nằm ở tỉnh Alpes-Maritimes trong vùng Provence-Alpes-Côte d’Azur.

## Các đơn vị hành chính
Tổng Nice-7 gồm một phần của Nice. Các khu phố của Nice nằm trong tổng này:
- Valrose
- Brancolar
- Rimiez
- Gairaut

## Lịch sử
| Ngày bầu cử | Tên                   | Đảng | Tư cách                        |
| ----------- | --------------------- | ---- | ------------------------------ |
|             |                       |      |                                |
| 1985        | René Pietruschi       | RPR  | Phó thị trưởng của Nice        |
| 1988        | Michel Falicon        | RPR  | Phó thị trưởng của Nice        |
| 1992        | Michel Falicon        | RPR  | Phó thị trưởng của Nice        |
| 29          | Jean Massena          | RPR  | Phó thị trưởng của Nice        |
| 22          | Jean Massena          | RPR  | Adjoint au Thị trưởng của Nice |
| 2004        | Jean Hanot            | UMP  | Adjoint au Thị trưởng của Nice |
| 19          | Dominique Boy-Mottard | PS   |                                |

## Biến động dân số
| 1882                                         | 1926 | 1962 | 1968 | 1975 | 1982 | 1990 | 1999   |
|                                              |      |      |      |      |      |      | 22 024 |
| -------------------------------------------- | ---- | ---- | ---- | ---- | ---- | ---- | ------ |
| Số liệu từ năm 1990: Dân số không tính trùng |      |      |      |      |      |      |        |